# Movieland luci, camera, azione!
Movieland luci, camera, azione! è un singolo del cantante italiano Giorgio Vanni, pubblicato il 18 maggio 2018 come quinto estratto dal settimo album in studio Toon Tunz.

## Descrizione
Scritto da Alessia Spera su musica e arrangiamenti di Max Longhi e Giorgio Vanni, Movieland luci, camera, azione! è la sigla ufficiale del parco di divertimenti, a tema cinematografico del lago di Garda, Movieland. La copertina dell'album è composta da una foto dell'artista di qualche anno prima e dalla mascotte ufficiale del parco.
La canzone è stata presentata ufficialmente il 25 aprile durante il concerto evento dell'artista a Movieland e sulla web radio RadioAnimati in uno spazio dedicato.

## Video musicale
Il 7 agosto è stato pubblicato un videoclip per la canzone girato interamente nel parco tematico. Il video mostra una coppia madre-figlio arrivata nel parco che viene invitata a un tour delle attrazioni, alternando a scene dove l'artista canta o esegue la coreografia. 

### Produzione
- Francesco Fabris – regista
- Tommaso Zamarchi – attore
- Ada Bisziok – attrice

## Tracce
Download digitale
1. Movieland luci, camera, azione! – 3:29 (testo: Alessia Spera – musica: Giorgio Vanni e Max Longhi)

## Formazione
- Giorgio Vanni – voce, chitarra
- Max Longhi – tastiera, programmazione